# Virata (volo)
La virata è lo spostamento, durante il volo, sul piano orizzontale di un velivolo. Questa si effettua facendo ruotare il velivolo sul proprio asse longitudinale di un valore di gradi in relazione al tipo di virata da voler effettuare. Vi sono vari tipi di virata:
- Virata corretta
- Virata piatta
- Virata a 90º (chiamata anche virata a coltello o virata schneider)

## Virata generale

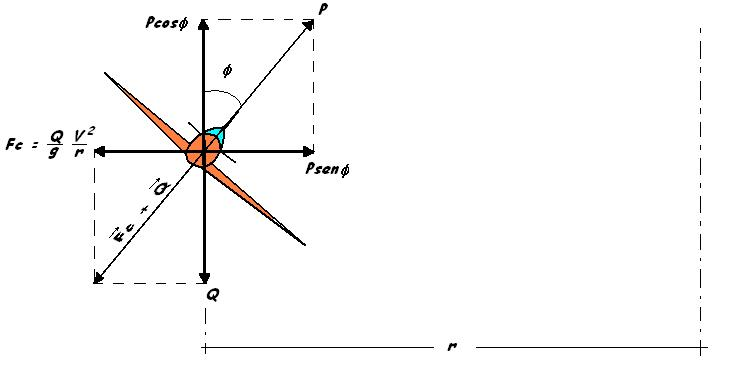
Forze in gioco durante una virata.

In questa fase l'aereo è sottoposto alla gravità g, alla portanza P, al proprio peso Q, e alla forza centrifuga {\displaystyle F_{c}}.
{\displaystyle F_{c}={\frac {Q}{g}}*{\frac {V^{2}}{r}}}
dove V rappresenta la velocità sulla traiettoria circolare e r il raggio della curvatura della traiettoria.
Considerando per semplicità V costante si avrà  che le forze agenti perpendicolarmente al piano, R (resistenza) e T (trazione) siano di egual valore.
1) {\displaystyle T=R}
Per equilibrio alle forze verticali si avrà:
2) {\displaystyle P\cos \phi =Q}
e per quelle orizzontali:
3) {\displaystyle P\sin \phi ={\frac {Q}{g}}*{\frac {V^{2}}{r}}}
Le ultime tre formule costituiscono le equazioni di equilibrio in virata.
Nel caso in cui la 2) non si verifichi si può avere:
A) {\displaystyle P\cos \phi <Q}
in questo caso la portanza è insufficiente e il velivolo perde quota durante la virata assumendo una traiettoria a spirale verso il basso. Per risolvere la situazione bisognerà dare gas al motore al fine di aumentare la velocità e riportando di conseguenza la portanza a un valore maggiore.
B) {\displaystyle P\cos \phi >Q}
in questa situazione il velivolo guadagna quota durante la virata. Se l'equilibrio della 3) non sussiste si può avere:
1) {\displaystyle P\sin \phi <{\frac {Q}{g}}*{\frac {V^{2}}{r}}}
in questo caso il velivolo derapa, l'angolo φ è insufficiente e la componente Psenφ è troppo piccola per equilibrare la forza centrifuga {\displaystyle F_{c}}.
Questo è il caso in cui si tenta di virare inclinando troppo poco il velivolo e facendo eccessivo uso del timone di direzione che se portato al limite, si avrà come conseguenza  una virata piatta.
2) {\displaystyle P\sin \phi >{\frac {Q}{g}}*{\frac {V^{2}}{r}}}
il velivolo scivola d'ala durante la virata. Per correggere si può stringere la virata, diminuendo il raggio, oppure si diminuisce φ o si aumenta V.
Una virata si dice corretta quando la risultante del peso e della forza centrifuga giace sul piano di simmetria del velivolo, tale risultante è detta peso apparente ovvero
{\displaystyle {\vec {F_{c}}}+{\vec {Q}}}

## Virata piatta

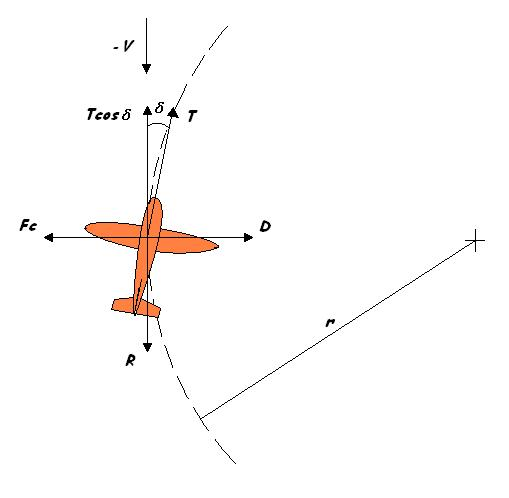
Situazione di deriva (δ) in virata piatta.

È un tipo particolare di virata nella quale φ = 0. Si effettua azionando il timone di direzione che, dopo una fase transitoria di derapata, pone il velivolo in deriva con angolo δ e con il manifestarsi di una  forza laterale (devianza) come se si stesse sterzando con un'automobile.
{\displaystyle D=1/2\cdot \rho \cdot C_{d}\cdot S\cdot V^{2}}
dove {\displaystyle C_{d}} è il coefficiente di devianza.
La forza D equilibria la forza centrifuga rendendo possibile la virata piatta.
Oltre a M = 0, le equazioni di equilibrio sono:
1) {\displaystyle P=Q}
2) {\displaystyle T\cos \delta =R}
3) {\displaystyle T\sin \delta +D={\frac {Q}{g}}*{\frac {V^{2}}{r}}}
Trascurando nella 3) Tsenδ  poiché δ è nell'ordine di pochi gradi, e sostituendo a D la sua espressione se ne ricava r:
{\displaystyle r={\frac {2Q}{\rho \cdot g\cdot C_{d}\cdot S}}}
se ne evince che l'aumento di r è proporzionale alla crescita del carico alare e della quota, e anche nelle migliori condizioni (quota zero) il raggio minimo della virata piatta risulta essere maggiore di quello  della virata corretta, divenendo così di scarso utilizzo durante il volo se non in quello acrobatico.
Il vento relativo  è -V poiché uguale e contrario alla velocità  dell'aria.

## Virata a 90°

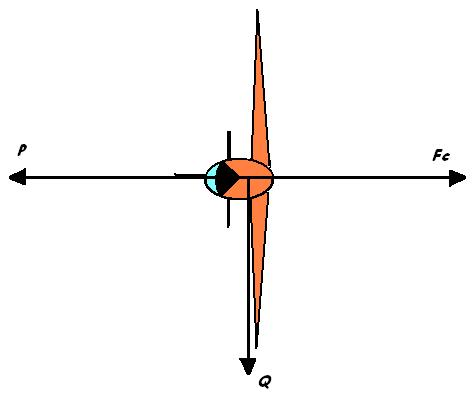
Situazione di forze in virata Schneider.

La virata a 90º (detta anche a coltello o virata Schneider) si effettua facendo ruotare il velivolo sull'asse longitudinale fino a ritrovarsi con le ali in verticale e tirando la cloche verso di noi, eseguendo una "cabrata orizzontale" che porta ad una traiettoria circolare sul piano.
In queste condizioni la componente verticale della portanza per contrastare il peso è nulla, pertanto questa fase non può prolungarsi per molto.
Per effettuare tale manovra in sicurezza è necessario che il fattore di carico relativo al tipo di velivolo, sia sufficientemente alto ; tale manovra infatti viene eseguita da velivoli da caccia e acrobatici.